# 여비서 클럽
"여비서 클럽"은 1992년에 개봉한 대한민국의 영화이다.

## 캐스팅
- 전세영
- 이대근
- 최동준
- 이무정
- 박양희
- 박선주
- 최미미
- 김운하
- 이정민
- 김영인
- 한문숙